# Faraón (película)
Pharaoh (en español: Faraón) es una película polaca de 1966 dirigida por Jerzy Kawalerowicz y adaptada de la novela homónima del escritor polaco Bolesław Prus. En 1967 fue candidata a un Premio de la Academia a la Mejor Película en Lengua Extranjera. También se inscribió en el Festival de Cine de Cannes de 1966. Vendió más de 7 millones de entradas en Polonia, convirtiéndose en una de las películas polacas más taquilleras de todos los tiempos.

## Novela
Jerzy Kawalerowicz, que anteriormente había dirigido películas como Cellulose (1953), Under the Phrygian Star (1954), The Shade (1956), The Real End of the Great War (1957), Night Train (1959) y Mother Joan of the Ángeles (1961), recurrió en la década de 1960 a la novela Faraón de Bolesław Prus, e indicó dijo, "Hay cosas brillantes en ella. El drama del poder en Faraón es increíblemente actual y contemporáneo. La mecánica no cambia todo tanto".
El coautor del guion con Kawalerowicz, Tadeusz Konwicki, dijo: "No es una novela histórica en el pleno sentido de la palabra, es sobre todo un análisis penetrante de un sistema de poder. La historia de Ramsés XIII es un ejemplo de las acciones de un joven que entra en la vida con fe y necesidad de renovación. Todavía no sabe nada de razones superiores sobre el estado, no le interesan las leyes que gobiernan el complejo aparato de poder. Le parece que él es la persona para cambiar el orden existente de las cosas".

## Película
La producción de Faraón tomó tres años, comenzando en el otoño de 1962 con la puesta en marcha de un estudio en Lodz, que hizo una profunda investigación sobre los trajes y objetos comunes de la vida en el antiguo Egipto. El rodaje tuvo lugar en Europa , Asia y África. La mayoría de las escenas interiores en el palacio del faraón, los templos y el laberinto se rodaron en el estudio de Łódź. El astillero del río Varsovia construyó un barco egipcio usando dibujos de hace 4.000 años. También se creó una isla artificial en el lago Kirsajty, cerca de Giżycko, Polonia, y se plantó con palmeras y lotos para la escena que involucra la fila de Ramsés en el Nilo con Sara.
Las escenas con multitudes se filmaron principalmente en la parte de Uzbekistán del desierto de Kyzyl Kum. La tripulación pasó casi cinco meses allí, trabajando en condiciones muy difíciles: en pleno verano, la temperatura del mediodía excedía los 50 grados Celsius; y la temperatura de la arena, 80 grados, razón por la cual el material de la película tuvo que almacenarse en frío. Un problema bastante incómodo para el equipo fue el polvo omnipresente. Todos los días se entregaron 10,000 botellas de agua mineral en el lugar del rodaje, y los peligros incluían víboras de arena y arañas venenosas que se lanzaban a las personas desde un par de metros de distancia.
Algunas escenas fueron filmadas en auténticos lugares egipcios. Por ejemplo, la escena donde el príncipe Ramsés se entera de que su padre, el faraón Ramsés XII, ha muerto y que ahora se ha convertido en el faraón Ramsés XIII, tiene lugar en el contexto de las pirámides de Giza; pero la multitud de turistas y el aspecto actual de la zona hicieron casi imposible encontrar buenas tomas. Uno de los muchos consultores de la película fue el profesor polaco Kazimierz Michałowski, autoridad mundial en egiptología. Otro de los consultores fue Shadi Abdel Salam, director de cine y diseñador de vestuario egipcio, que había sido asesor de la película Cleopatra de 1963, quien se encargó del diseño de vestuario del faraón.
Al adaptar la novela de Bolesław Prus a la pantalla, los productores de la película tomaron una serie de decisiones notables. Una de ellas fue mantener la película en un registro predominantemente dorado-amarillento y eliminar casi por completo los colores brillantes; el follaje brillante aparece solo una vez: en la escena con Ramsés y Sara en el Nilo. Otra ocurrió durante las maniobras militares que abren la película, cuando se presenta la escena donde soldados derriban a un caballo enemigo, evento que no aparece en la novela.
Faraón es una de las 21 películas polacas clásicas restauradas digitalmente elegidas para Martin Scorsese Presents: Masterpieces of Polish Cinema.